# Istituto di aeronautica e spazio

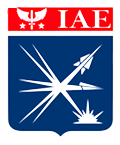

L'Istituto di aeronautica e spazio (IAE) (in portoghese Instituto de Aeronáutica e Espaço) è un'autarchia del governo brasiliano, creata nel 17 ottobre 1969, subordinato al Ministero della Difesa del Brasile.